# Coto Mixto
Coto Mixto (en gallego: Couto Mixto, en portugués: Couto Misto) fue un microestado en la frontera entre España y Portugal, independiente de ambos reinos, que ocupó un área de 26,9 km² y que disfrutaba de privilegios propios. Estaba formado por los pueblos de Santiago de Rubiás, Rubiás (en el actual municipio de Calvos de Randín) y Meaus (en el actual municipio de Baltar), todos al norte de la sierra de Larouco, en la cuenca intermedia del río Salas, Orense, Galicia. El territorio de Coto Mixto también incluía una pequeña franja deshabitada que ahora forma parte del municipio portugués de Montalegre. Según estimaciones de su penúltimo juez, Delfín Modesto Brandón, tuvo una población de no más de 1000 habitantes entre 1862 y 1864.
Como país independiente de facto, los habitantes de Coto Mixto tenían derechos y privilegios, incluido el autogobierno, la exención del servicio militar y de los impuestos, el derecho a portar armas, sellos postales oficiales. Como entidad autónoma, podían otorgar asilo a los prófugos de la justicia portuguesa o española, negar el acceso a cualquier contingente militar extranjero, tenían derechos de paso en las carreteras, libertad de comercio (como la sal, objeto de estanco), libertad de cultivo (como el tabaco, objeto de estanco), libertad de elección de la nacionalidad española o portuguesa para sus habitantes, entre otras.

## Origen
Aunque los orígenes del Couto Misto siguen sin estar claros, el nombre define su identidad. El término couto («coto» en español) procede del latín cautēs («roca puntiaguda»), que se refiere en general a una zona delimitada con mojones (cautos lapideos). Inicialmente, el término se refería a las piedras utilizadas para marcar los límites de un territorio determinado, pero en la Edad Media se utilizó para referirse a un conjunto especial de territorios que, bajo el sistema feudal, estaban exentos de la autoridad del rey, manteniendo un régimen económico, político y judicial especial. La jurisdicción especial de los coutos se mantenía a través de la costumbre y de privilegios concedidos, sustentando verdaderos estados independientes dentro de sus límites que eran defendidos por guardias (couteiros).
El adjetivo misto, que significa «mixto» o «conjunto», se refiere probablemente a la doble vinculación señorial de este territorio con los señores feudales del ducado de Braganza y del condado de Monte-Rei. 
Varios historiadores han fechado los orígenes del Couto en el mismo periodo que el surgimiento del Reino de Portugal, en torno al siglo XII, cuando los límites jurisdiccionales con León no estaban claramente establecidos, lo que se ve corroborado por documentos que se remontan a principios del siglo XIV. Inicialmente, el Couto estaba bajo la jurisdicción del castillo de A Picoña (originalmente portugués, pero ahora en territorio español), pero con el tiempo quedó vinculado a las casas nobles de Braganza y Monte-Rei. Con la extinción de los coutos en Portugal, iniciada en 1692 y concluida en 1790, el Coto Mixto se liberó de sus vínculos feudales, funcionando como un estado independiente de facto hasta su partición y anexión en 1868. Esto fue consecuencia del Tratado de Lisboa de 1864, que dividió el territorio entre España (que anexionó la mayor parte de la tierra, incluidos los tres pueblos) y Portugal (que quedó con una franja más pequeña de tierra deshabitada). De hecho, gran parte de lo que se conoce sobre este territorio fronterizo, sus normas, usos y costumbres, proviene de informes diplomáticos elaborados en el momento de las negociaciones de dicho tratado.

## Organización y privilegios
Las tres localidades estaban encuadradas administrativamente en Tourém y dependían de la diócesis de Orense, aunque los párrocos los nombraban las autoridades portuguesas. El territorio pagaba anualmente, hasta 1834, a las Coronas portuguesa y española, además de a la Casa de Braganza, por considerarla propietaria del terreno donde se asentaba.

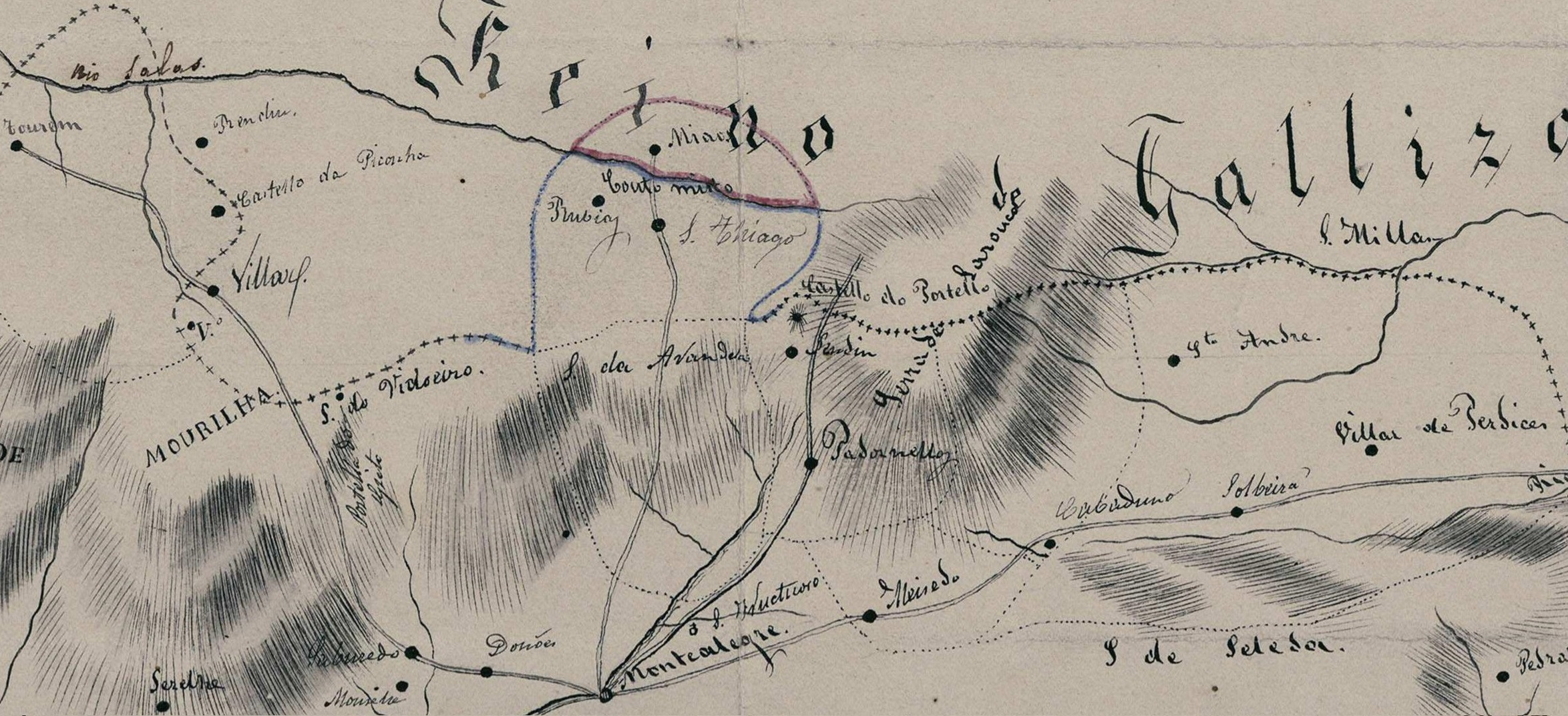
Detalle de la Carta topográfica do Julgado de Montealegre (1836), de Fidencio Bourman, donde se aprecia la situación del Coto Mixto.

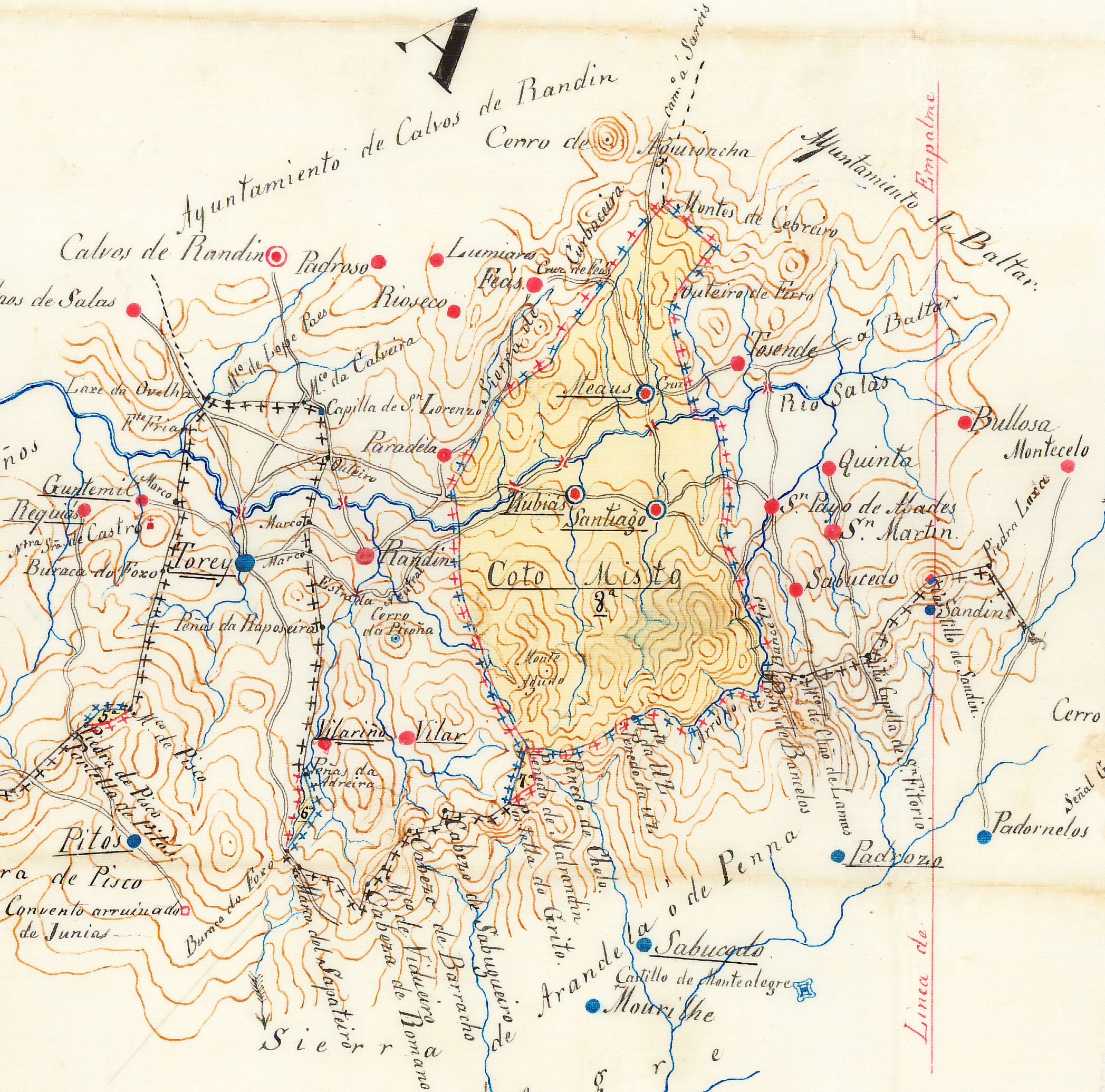
Mapa del Couto Misto de José de Castro López (1863).

Los habitantes («mixtos») se reunían en asamblea en la iglesia de Santiago. No participaban en los asuntos políticos españoles y portugueses, limitándose a elegir a un juez —o alcalde o «juez civil y gubernativo», según las fuentes—, su máxima autoridad, elegido por los vecinos de entre los cabeza de familia cada tres inviernos, confirmado posteriormente por el corregidor de Braganza hasta 1836, cuando las autoridades portuguesas se desentendieron del nombramiento por no considerarse competentes. Estaba asistido por tres homes de acordo nombrados por él, uno en representación de cada pueblo, y que ejercían la potestad administrativa.
El Coto era atravesado por una «carretera neutral» o «camino privilegiado» hasta Tourém y, aunque discurría en ocasiones por territorio español, los carabineros no tenían jurisdicción sobre él. Entre los privilegios del Coto prolongados en el tiempo, destacaban la exención de impuestos, dispensa de servicio militar, derecho de asilo y cultivo de tabaco y su manipulación, entre otros. Sus habitantes eran presentados como portugueses unas veces y como españoles otras, según su interés, pero no se consideraban sujetos de ninguna de las dos Coronas. Consentían asimismo alguna jurisdicción portuguesa o española en ciertos casos. Cuando era necesaria la intervención judicial, cada casa recurría a la justicia del país al que tenían fidelidad.
Ninguna persona que se refugiase en el territorio podía ser detenida o privada de sus riquezas. No obstante, en casos de homicidio y otros graves delitos perpetrados por súbditos españoles o portugueses, las autoridades de estos países procedían a su arresto, incluso dentro del Coto, no respetando así el fuero. En caso de guerra en la que estuvieran involucrados alguno de los dos países, los habitantes del Coto Mixto se consideraban incluidos en la administración del otro país. Asimismo, los mixtos no podían ser detenidos ni en el propio Coto ni a una legua de distancia de este.

## Desaparición

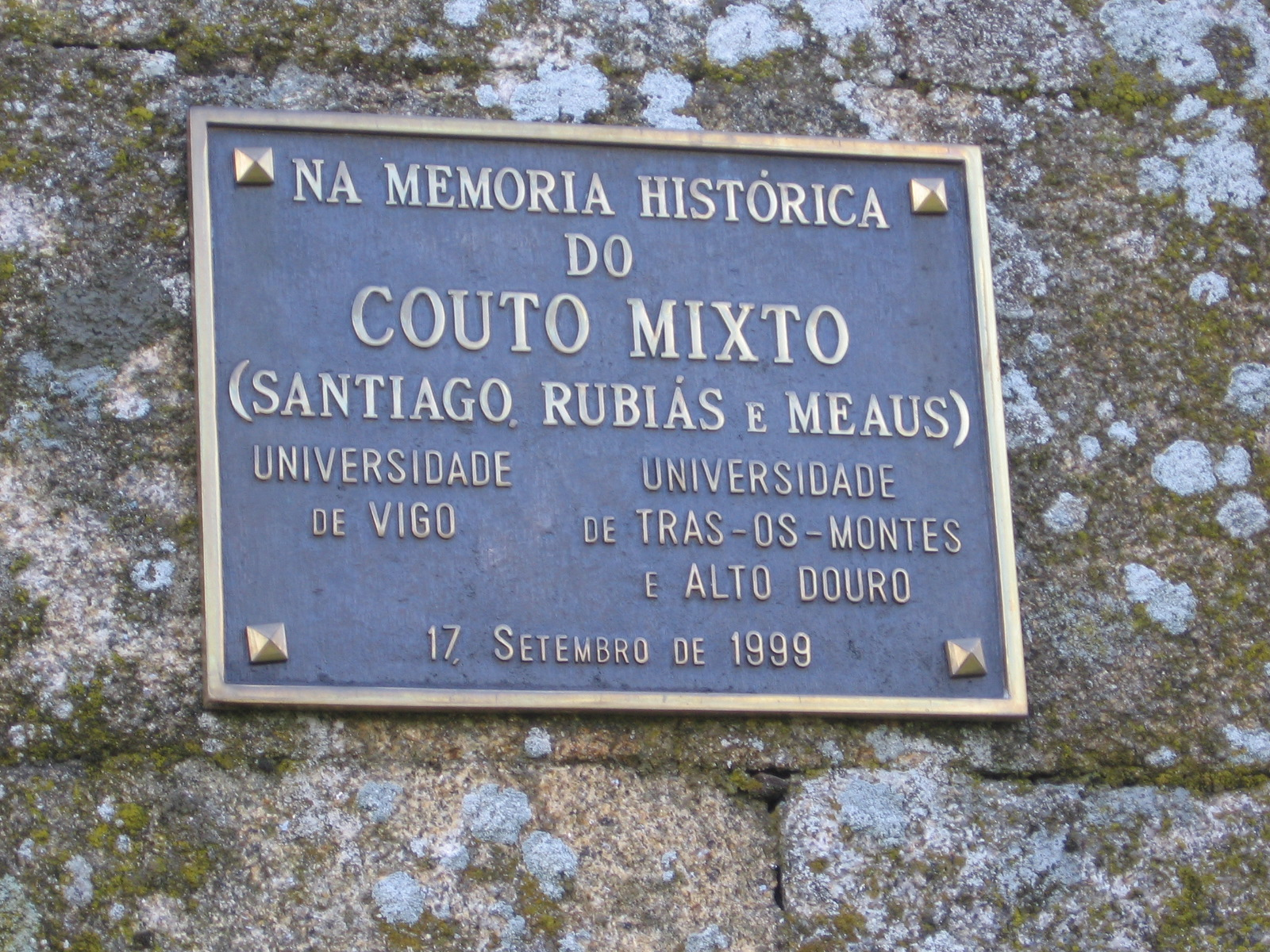
Placa conmemorativa del Coto Mixto.

Bajo propuesta de Isabel II de España, el territorio fue objeto de disputa del Tratado de Lisboa (1864), que delimitó la línea fronteriza entre ambos países.Tanto España como Portugal determinaron por unanimidad que no se podía mantener este territorio con privilegios, porque la situación era especialmente propicia para el contrabando y porque también albergaban bandas de delincuentes en esas tierras.
En la Comisión Mixta de demarcación y límites, el secretario portugués Couvreur propuso partir el Coto Mixto a través del río Salas, que separa desde el este al oeste Meaus de Santiago y Rubiás, quedando el primer pueblo en el lado español y los otros dos en el portugués, pero el plan quedó en suspenso. España esgrimió que el Diccionario de Madoz colocaba en 1846 en el distrito de Ginzo de Limia a Santiago y Rubiás y en Baltar, a Meaus. En 1859, los representantes españoles reclamaban el Coto debido a que las aldeas pagaban impuestos cerealísticos a su Estado. El territorio no tributaba nada al portugués y la confirmación de la elección del alcalde por el corregidor de Braganza había cesado desde 1834, pero los portugueses presentaron documentos que acreditaban la relación del Coto Mixto con la Casa de Braganza. Los españoles consideraban que los derechos reclamados por el país luso eran derechos feudales abolidos, aunque confidencialmente argumentaban que estos estaban justificados por la situación de facto. Finalmente, Portugal cedió el Coto Mixto a cambio de la soberanía sobre los «pueblos promiscuos» —territorio en situación análoga a la del Coto Mixto formado por Soutelinho, Cambedo y Lamadarcos—, se delimitó la frontera y se revisó la situación en 1866 y 1896. Los habitantes que quisieran conservar la nacionalidad portuguesa podían hacerlo comunicándolo a las autoridades locales, según estableció el artículo xxvii del Tratado.